# Black Knight (foguete)

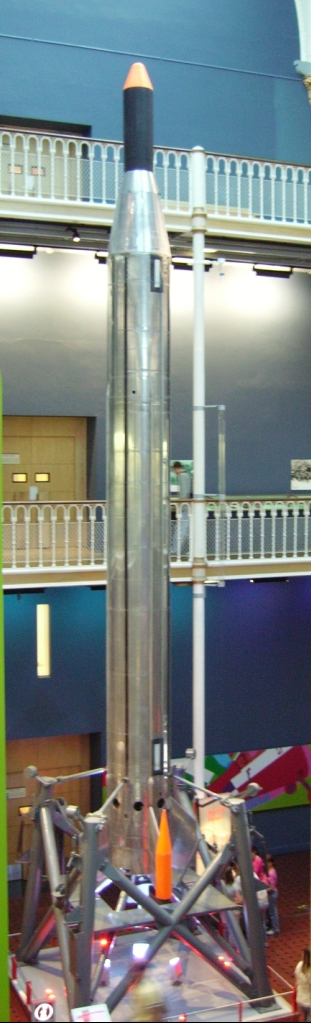
Um foguete Black Knight.

Black Knight, é um foguete de sondagem de origem britânica. O objetivo dele era ser um veículo para conduzir
experimentos de reentrada atmosférica em alta velocidade. Originalmente, deveria testar o projétil do míssil Blue Streak, 
mas com o cancelamento daquele, acabou se tornando um projeto de pesquisa muito mais abrangente.
Como primeiro projeto espacial britânico de maior porte, o foguete Black Knight foi desenvolvido pela empresa Saunders-Roe, a partir de 1955. Usava combustível líquido (uma combinação de querosene com peróxido de hidrogênio), gerando 75 kN de empuxo durante 140 a 145 segundos. Teve seus motores 
testados na Ilha de Wight, no local conhecido como The Needles.

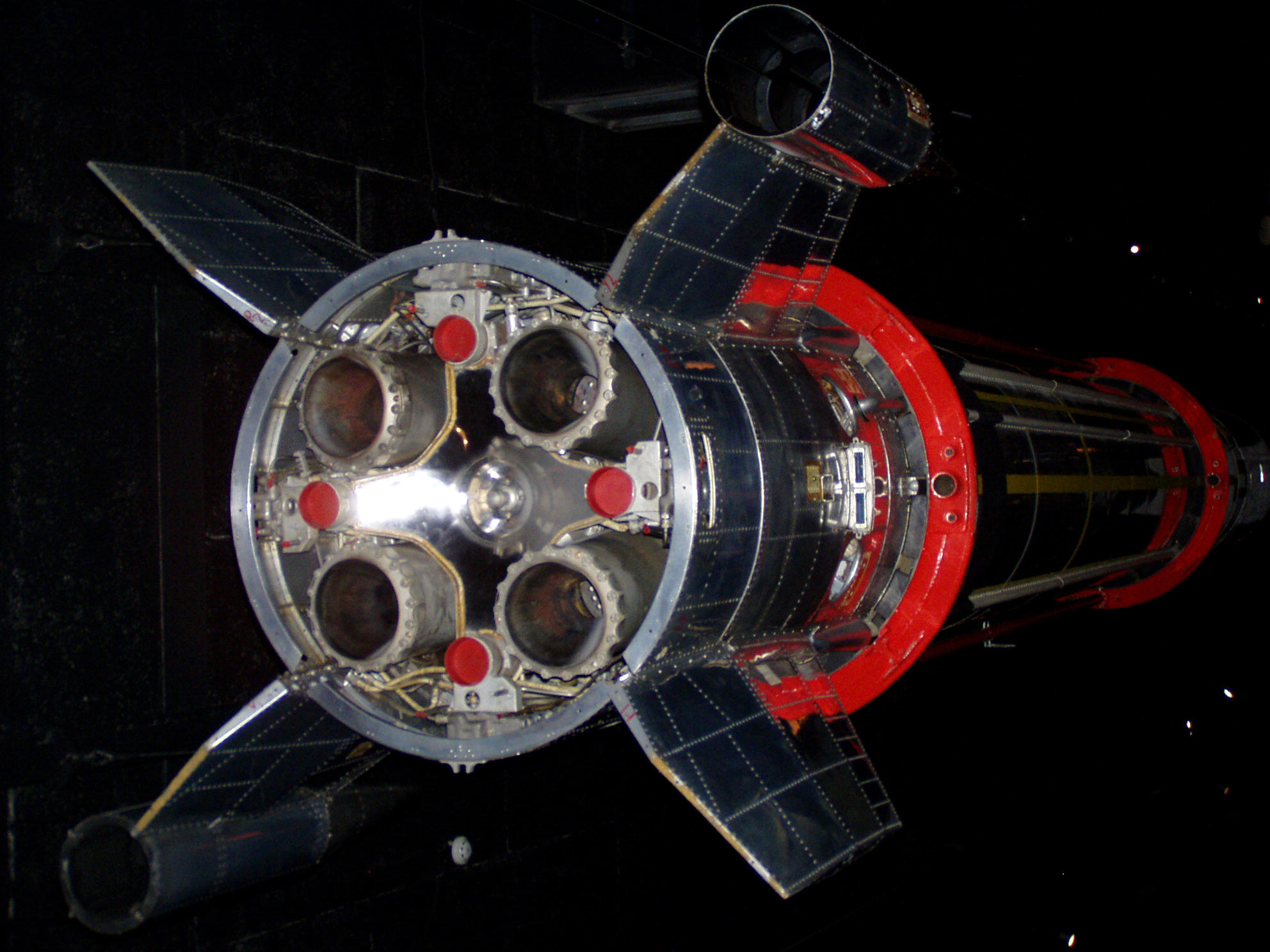
Visão dos motores do foguete Black Knight.

Durante o período de 1958 a 1965, foram efetuados 22 lançamentos do campo de Woomera na Austrália.

## Características
O Black Knight, era um foguete de dois estágios, com as seguintes características:
- Altura: 11,60 m
- Diâmetro: 91 cm
- Massa total: 6 400 kg
- Carga útil:
- Apogeu: 803 km
- Estreia: 7 de setembro de 1958
- Último: 25 de novembro de 1965
- Lançamentos: 22